# Dolichotrochanter peculiaris
Dolichotrochanter peculiaris är en stekelart som beskrevs av Mao-Ling Sheng 2006. Dolichotrochanter peculiaris ingår i släktet Dolichotrochanter och familjen brokparasitsteklar. Inga underarter finns listade i Catalogue of Life.